# Panhard et Levassor CS
La Panhard CS est une voiture de luxe, le plus souvent carrossée en berline quatre portes, introduite par Panhard & Levassor à la fin 1929, pour l'année de modèle 1930. Elle fut présentée comme un petit modèle de la DS 8 cylindres. La publicité de l'époque indique que le "S" dans le nom signifiait "surbaissée" (les voitures ayant un châssis suspendu, les essieux étant placés au-dessus du châssis (plutôt qu'en-dessous), afin d'abaisser la hauteur et le centre de gravité de la voiture).
La voiture est proposée avec un moteur 6-cylindres en ligne sans soupapes de 2.344 cm³, la plaçant dans la tranche d'imposition des 13 cv. L'usine carrossa la "CS Type X68" en berline quatre portes pour 4/5 personnes avec un casier à bagages à l'arrière. Il y eut aussi différents coupés et Cabriolets produits. En 1932, lorsque la "Type X68" a cédé la place à la "Type X72", 1.028 exemplaires avaient été produits.
Produite en parallèle avec la "Panhard CS Type X68", la "Panhard 6 CS Spéciale / Type X69 Spéciale", réalisée entre 1930 et 1933, avait un moteur six cylindres en ligne un peu plus grand, de 2.516 cm³, dont 1.310 exemplaires ont été faits.
En 1932, la Type "X68" a été remplacée par la Type "X72" qui était aussi connue comme la "Panhard CS RL". "RL" pour "roue libre", indiquant qu'une classique transmission à 4 vitesses était équipée d'une "roue libre". La Type "X72" utilise le 6 cylindres de 2.516 cm³ auparavant réservé à la "CS Spéciale", ce qui la place dans la tranche d'imposition des 14 cv. Il y avait aussi la "Panhard CS RL2" proposée avec un empattement "court" de 2.800 mm ou un empattement "long" de 3.340 mm. La dénomination a été simplifiée en 1935, la voiture devenant simplement la "Panhard CS". 2.173 exemplaires des CS "Type X72" ont été produits avant que la version ne fut remplacée en 1936.

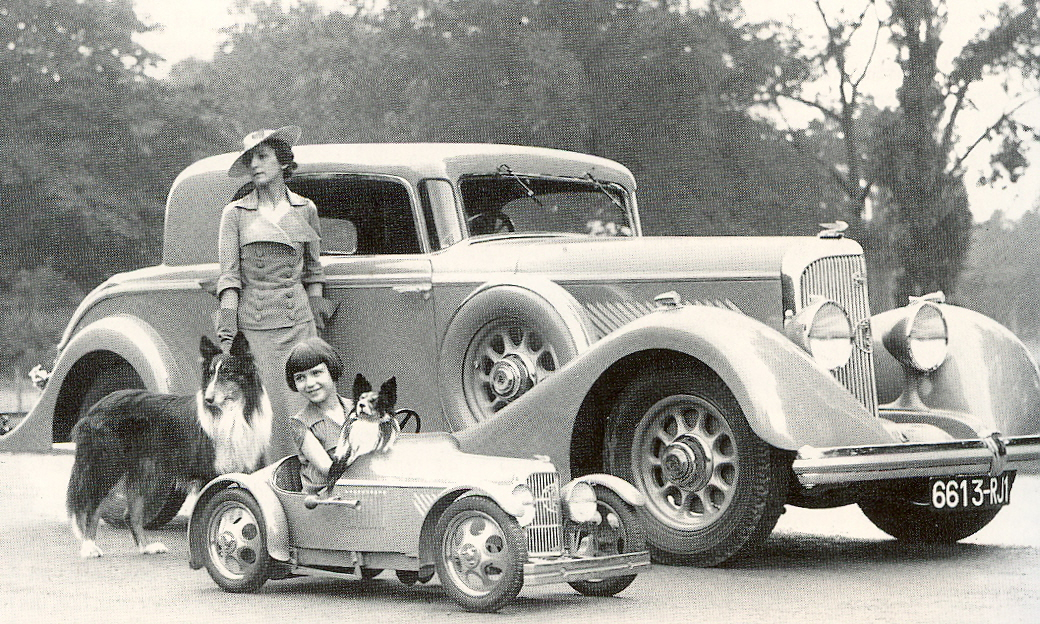
Un coupé "Panoramique", les montants portent des vitres courbes.

La carrosserie a été mise à jour en 1934. La nouvelle et tant vantée version "Panoramique" était munie d'un pare-brise en trois pièces. L'écran principal est toujours conventionnellement à plat, mais les piliers se distinguent par des panneaux de verre courbe. Les voitures équipées de ce système ont dans leur nom le suffixe "RL-N".
1934 vit le remplacement de la "6 CS Spéciale / Type X69" par la "CS Spéciale / Type X73". Le moteur a de nouveau été élargi à 2.861 cm³, plaçant la voiture dans la tranche fiscale des 16 cv. Entre 1934 et 1937, 1.535 exemplaires de la Type X73 furent produits
Bien que les Types CS X72 et X73 fussent toujours exposées au salon de l'Automobile d'octobre 1936 et annoncés comme modèles 1937 (et encore, selon certaines sources, annoncés à nouveau pour 1938), ils sont remplacés par les "Dynamic 130 Type X76" en octobre 1936. L'ancien modèle a probablement vu sa vie prolongée par les prix très élevés que Panhard a d'abord demandé pour la nouvelle "Dynamic".

## Pour approfondir